# Kenneth McGriff
Kenneth "Supreme" McGriff (Queens, 19 de setembro de 1960) é um traficante de drogas, criminoso estadunidense e figura do crime organizado. Atualmente cumpre prisão perpétua.

## Biografia
McGriff ganhou destaque no início de 1980, quando formou sua própria organização de distribuição de crack, chamada Supreme, a qual teve base na parte da South Jamaica, em Queens, Nova York. Sob a liderança de McGriff, os integrantes da facção aumentaram para centenas e passaram a controlar o tráfico de crack nas casas do Parque Baisley, o bairro onde McGriff foi aclamado.
Em seu auge, no ano de 1987, as receitas da venda de drogas do Team Supreme em sua rua excediam os 200.000 dólares por dia, e as gangues regularmente cometiam atos de violência para manter o seu reduto de comércio na área de drogas. Após alguns anos, McGriff acabou sendo preso após vazarem fontes de Foster Herriot, que mostrava ser ele o líder da gang.
Em 1987, McGriff foi detido em uma investigação federal e em 1989 se confessou culpado de envolvimento em uma organização criminosa. Ele foi condenado a 12 anos de encarceramento. McGriff foi liberado da prisão para liberdade condicional no início de 1994 depois de cumprir cerca de sete anos de sua sentença. Ele foi enviado de volta para a prisão, sobre as violações de liberdade condicional ao final do ano, e serviu mais dois anos e meio ao presídio, antes de ser re-solto em 1997. McGriff prontamente montou uma nova equipe de colaboradores do grupo, e retornou a uma vida de crime em uma escala ainda maior.
O livro "Queens Reign Supreme" conta detalhes de sua vida, e alguns afirmam que os personagens Nino Brown,do filme New Jack City de 1991, e Majestic, de Get Rich or Die Tryin' são baseados nele.

McGriff está cumprindo sua sentença de prisão perpétua na prisão Supermax ADX Florence, no Colorado.